# Нур Джахан
Нур Джахан (31 травня 1577 — 17 грудня 1645) — імператорка часів династії Великих Моголів, політична діячка, поетеса.

## Життєпис
Походила з родини перських аристократів. Народилася в Кандагарі, під час прибуття до імперії Великих Моголів її батька Мірзи Гіяс Бегі. При народженні отримала ім'я Мехр-ун-ніса. При дворі падишаха Акбара її батько зумів дослужитися до звання тисячника. Сама Мехр-ун-ніса здобула гарну освіту: знала арабську та перську мови, зналася на літературі, музиці, танцях, мистецтві.
Разом із батьком опинилася при дворі падишаха. Під час одного так званих «придворних базарів» у 1594 році її побачив син Акбара — Салім (майбутній падишах Джаханґір) — і закохався в неї. Акбара такий шлюб не влаштовував. Тому він наказав якомога швидше видати Мехр-ун-нісу заміж за афганського військовика Шер Афкана й відправити подружжя до Бурдвана в Бенгалії.
Тут Мехр-ун-ніса мешкала до 1607 року. За цей час у 1605 році Салім став падишахом. Він наказав привести родину Шер Афкана до Агрів, сподіваючись, що Мехр-ун-ніса стане до нього ближче. Утім, під час перемовин намісника Бенгалії Кутб-ад-діна із Шер Афканом відбулася сутичка, в якій вони обидва загинули. Посмертно Шер Афкана звинуватили в заколоті. Мехр-ун-нісу відправили як служницю до однієї зі вдів Акбара. Лише в 1611 році Джаханґір здійснив свою мрію ― одружитись з Мехр-ун-нісою. Вона стає імператоркою та отримує нове ім'я — Нур Джахан («Світло світу»).
Відразу після весілля Нур Джахан почала зміцнювати свою владу. Її батько та брат очолили імперський уряд на посадах вазирів. Її донька вийшла заміж за одного сина Джаханґіра — Шахріяра, а небога Арджуманад Бану Бегам — за іншого сина Хуррама.
Поступово Нур Джахан перебрала всю владу на себе, фактично стала керувати імперією. Джаханґір приділяв більше уваги мистецтву, живопису, курінню опіуму. Нур Джахан визначала призначення на посади, зовнішню та внутрішню політику, приймала іноземних послів та купців. Водночас зростає хабарництво. Так, в 1611 році, в обмін на чудову карету від англійської Ост-Індської компанії, вона дозволила англійцям засновувати торгові поселення й надала їм низку пільг. Вплив Нур Джахан був такий великий, що вперше почали карбувати її монети з ім'ям жінки-правительки.

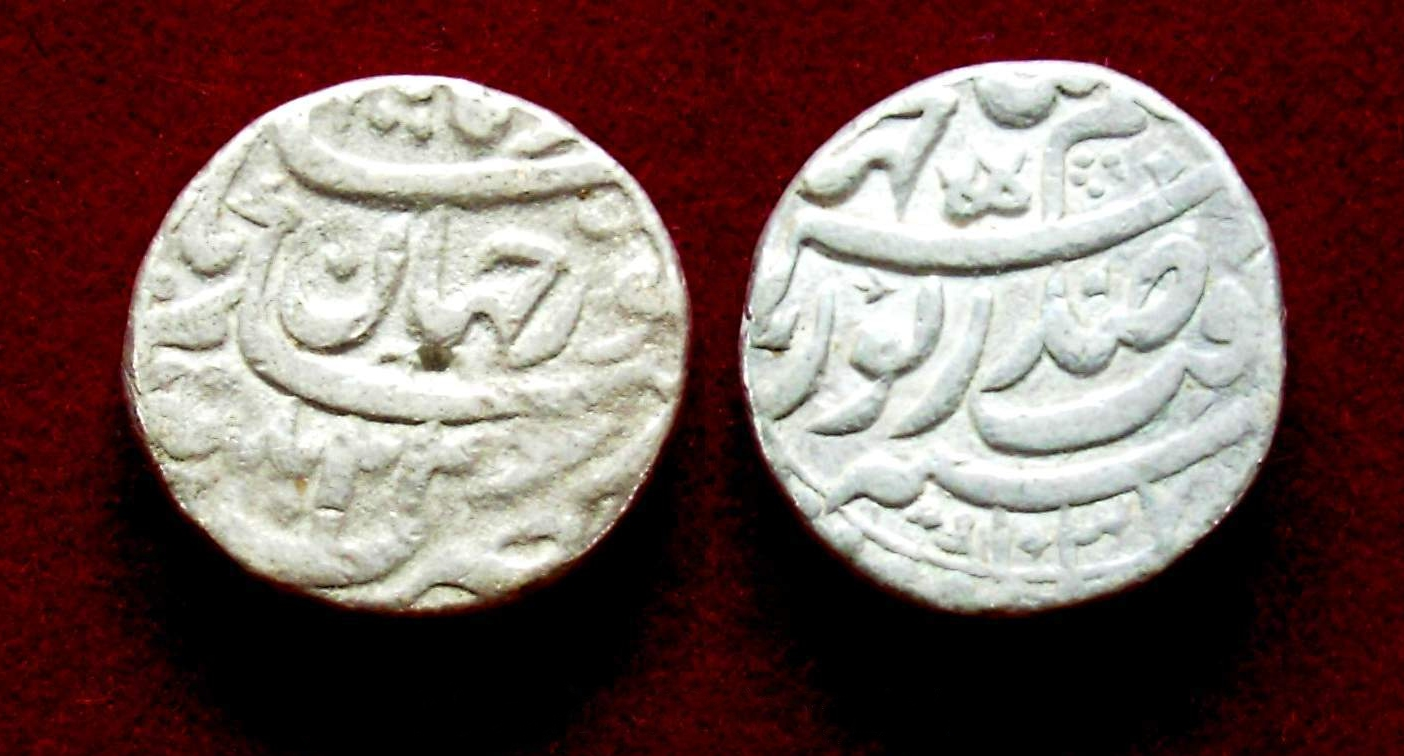
Срібна рупія Нур Джахан

Усе це спричинило невдоволення знаті. В 1622 році проти правління Нур Джахан повстав син Джаханґіра Хуррам, проте зазнав поразки й у 1623 році змушений був замиритися. В 1626 році впливовий військовий Махабат-хан в союзі з принцом Парвізом захопили Джаханґіра та Нур Джахан під час їхньої поїздки Пенджабом (при переправі через річку Бехат). Утім, завдяки хитрощам Нур Джахан, падишаху та його дружині вдалося втекти під час перебування неподалік від Кабула.
Проте незабаром, у 1627 році, раптово помирає Джаханґір. У цій ситуації Нур Джахан вирішила поставити падишахом чоловіка своєї доньки Шахріяра (на прізвисько «Нікчема»). Але проти Нур Джахан виступили принци Парвіз та Хуррам. Останнього підтримав брат Нур Джахан — Асаф-хан. Незабаром вона зазнала поразки.
Новий падишах Хуррам, який прийняв ім'я Шах Джахан, заслав Нур Джахан до Лахора, надавши їй щорічну пенсію у розмірі 200 тисяч рупій. В Лахорі Нур Джахан і померла 17 грудня 1645 року.

## Таланти
Нур Джахан була відомою поетесою, складала вірші перською мовою під ім'ям Махфі (Таємничий). Цим вона займалася переважно в засланні.
Винайшла особливу есенцію з трояндових пелюсток. Розробляла форми та малюнки килимів і різних тканин.
Спроєктувала та збудувала (для батька) мавзолей Ітімад-Уд-Даула.

## Родина
Перший чоловік — Шер Афкан
Діти: Мехр-ун-ніса (у шлюбі Ладлі Бегам), дружина принца Шахріяра
Другий чоловік — Джаханґір
Дітей не було.